# Rotsteißkakadu

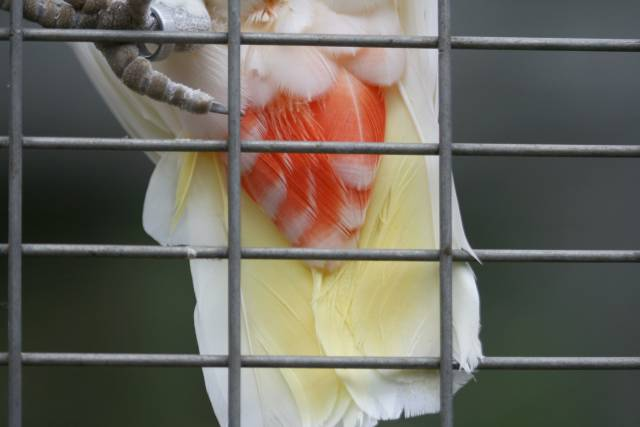
Der namensgebende Schwanz

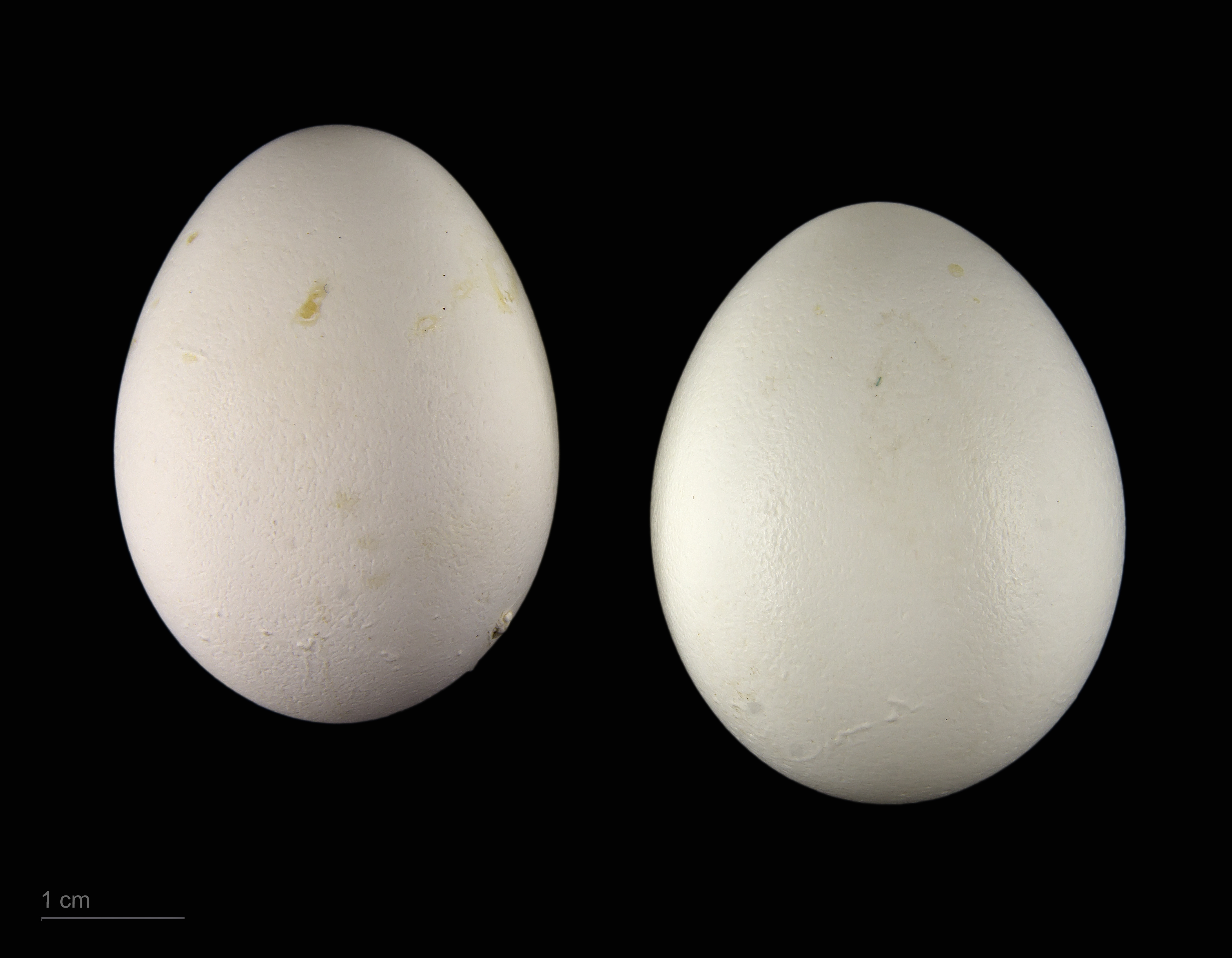
Cacatua haematuropygia

Der Rotsteißkakadu (Cacatua haematuropygia) ist eine vom Aussterben bedrohte Papageienart, die auf nahezu allen philippinischen Inseln beheimatet ist. Das Verbreitungsgebiet dieser Art erreicht 19° nördliche Breite. Der Rotsteißkakadu hat damit die nördlichste Verbreitung aller Kakaduarten. Die Art ist in ca. 98 % ihres ehemaligen Verbreitungsgebietes erloschen.

## Erscheinungsbild
Der Rotsteißkakadu erreicht eine Körperlänge von 32 Zentimeter und ist damit gemeinsam mit dem Goffin- und dem Salomonenkakadu die kleinste Art der Gattung der Eigentlichen Kakadus. Die Grundfärbung des Gefieders ist weiß. Die Haubenfedern sind an ihrer Basis jedoch rosa und um die Nasenlöcher finden sich gelbliche Federn. Auch der Ohrfleck ist gelblich weiß gefiedert. Die Hand- und Armschwingen sind auf den Innenfahnen gelblich. Namensgebend ist die orangerot gefärbte Unterschwanzdecken. Die einzelnen Federn sind weißlich gesäumt. Die äußeren Schwanzfedern sind auf den Innenfahnen orangegelb. Der Augenring ist unbefiedert und hellbläulich weiß. Der Schnabel ist von einer grau-hornfarben und verhältnismäßig klein. Die Iris ist braunschwarz. Die Zehen sind grau.
Der Geschlechtsdimorphismus ist nur sehr gering ausgeprägt. Weibchen unterscheiden sich durch die Irisfarbe, die bei ihnen rotbraun ist. Jungtiere sind wie die adulten Vögel gefärbt, haben jedoch eine schwarze Iris.

## Lebensraum und Nahrung

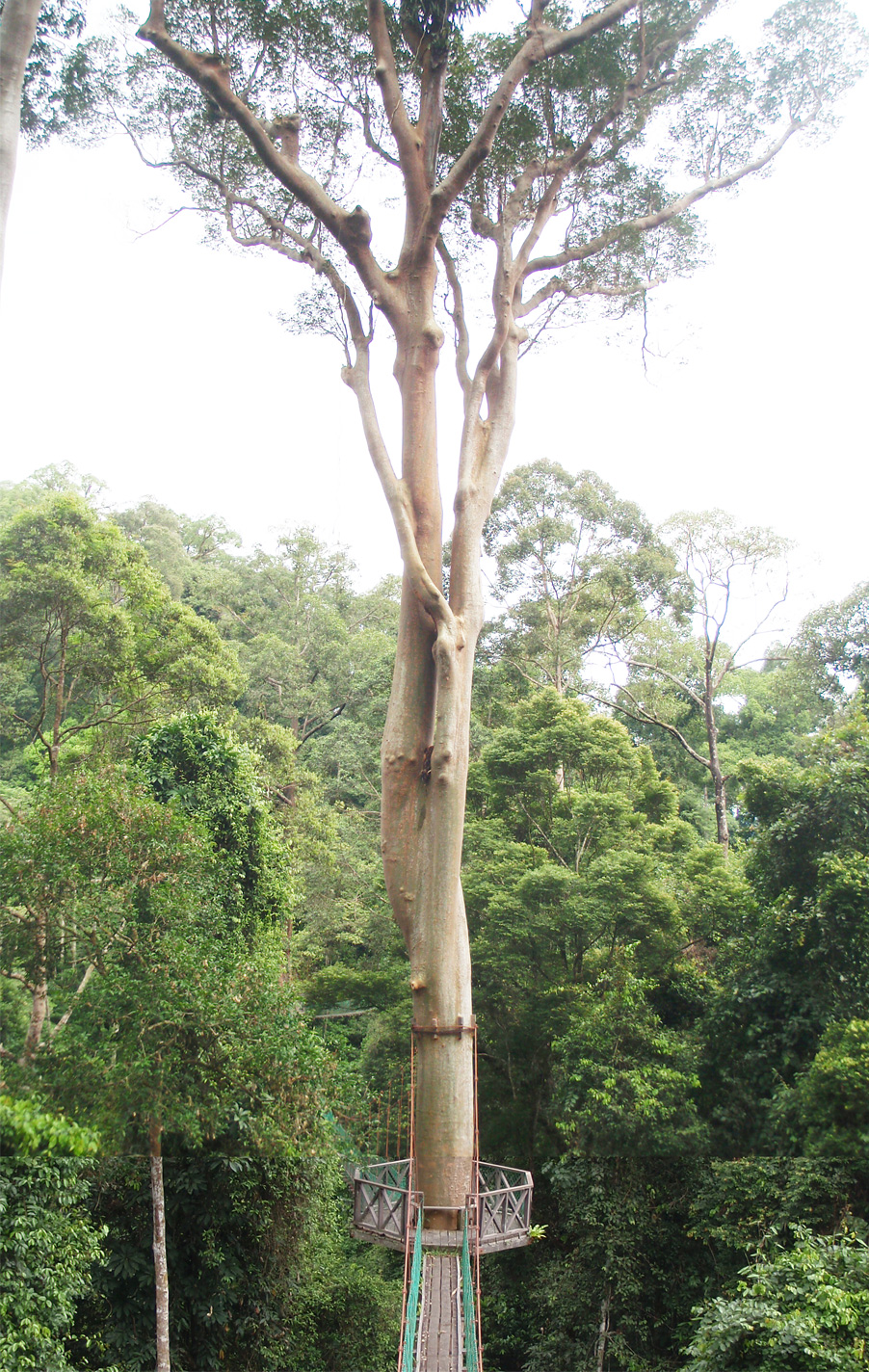
Manggis (Koompasia excelsa) eine bedeutende Brutbaumart

Der Rotsteißkakadu ist eine auf den Philippinen weit verbreitete Art. Sein Lebensraum ist durch tropisches Monsunklima gekennzeichnet. Rotsteißkakadus besiedeln vor allem die Waldzonen, kommen jedoch auch in den Waldrandgebieten und Agrarzonen vor. Auf landwirtschaftlichen Flächen richten sie gelegentlich erheblichen Schaden an, da sie Reis- und Maisfelder plündern. Regionen mit einem großen Nahrungsangebot werden häufig von kleineren Schwärmen heimgesucht. Sie fressen überwiegend Früchte, Blüten, Blattknospen, Beeren, sowie vermutlich auch Insekten und deren Larven.
Wie für waldbewohnenden Kakaduarten charakteristisch leben Rotsteißpapageien überwiegend paarweise sowie in kleinen Verbänden. Mehrere 100 Individuen umfassende Schwärme, wie sie für bei den australischen Kakaduarten vorkommen, die Baumsavannen besiedeln, kommen bei Rotsteißpapageien nicht vor. Schwärme umfassen selten mehr als zehn Vögel.
Das Gelege besteht aus zwei bis drei Eiern. Die Brutzeit beträgt 30 Tage. Es brüten beide Elternvögel. Auch die Jungvögel werden von beiden Elternvögeln mit Nahrung versorgt. Jungvögel verlassen etwa in der neunten Lebenswoche die Nisthöhle.
Im Rahmen von Schutzbemühungen wurde insbesondere Daten zur  Brutbiologie der Art im Freiland erhoben. Von 1998 bis 2003 wurden insgesamt 166 Nester in 163 Bäumen untersucht, bis auf fünf Brutbäume hatten alle einen Stammdurchmesser von 1,0 – 1,5 m in Brusthöhe. Manggis (Koompassia excelsa) war mit 136 Nestern in 133 Bäumen der beliebteste Nistbaum. Er bietet wegen seiner glatten Rinde einen gewissen Schutz vor Nesträubern wie Waranen oder Schlangen. Rotsteißkakadus scheinen über Jahre die gleichen Nesthölen zu nutzen.

## Haltung in menschlicher Obhut
Rotsteißkakadus wurden erstmals 1854 im Londoner Zoo gezeigt. Die Art wird nur sehr selten außerhalb ihres natürlichen Verbreitungsgebietes gepflegt. Es werden einige Exemplare unter anderem im Weltvogelpark Walsrode, Zoo Landau, Zoo Neunkirchen und im Loro Parque auf Teneriffa gehalten. Sie gelten als sehr aggressiv und neigen zum Federfressen beziehungsweise -rupfen. Eine Vergesellschaftung mit Papageien ist nicht möglich. Auch andere Vogelarten werden von ihnen angegriffen. Die Welterstzucht von Rotsteißkakadus gelang 1974 einem Schweizer Privathalter.

## Bestand und Gefährdung
Rotsteißkakadus waren früher auf allen größeren und vielen kleineren Inseln der Philippinen weit verbreitet, ausgenommen auf Zentral-Luzon. In den frühen 1990er-Jahren wurde die Gesamtpopulation in freier Wildbahn auf zwischen 1000 und 4000 Individuen geschätzt. Bis zum Jahre 2008 hatte sich der Bestand jedoch auf vermutlich weniger als 1000 Exemplare reduziert. Restpopulationen existieren heute auf Palawan, Tawi-Tawi, Mindanao und Masbate. Seit 1998 läuft ein auch von der ZGAP unterstütztes Schutzprogramm der Katala Foundation für die Rotsteißkakadus auf der Insel Palawan. Die Population auf der Insel umfasste damals 23 Vögel, inzwischen leben dort rund 260 Individuen, die zwischen ihren Nistplätzen im Rasa Island Wildlife Sanctuary (vor Narra) und Futterplätzen auf Palawan hin und her fliegen. Diese weltweit größte Rotsteißkakadupopulation war 2013 durch ein geplantes Kohlekraftwerk bedroht, dass die Flugroute der Tiere gestört hätte. Die ZGAP organisierte den deutschsprachigen Protest gegen das Kraftwerk. Weiterhin beteiligt waren Umweltschützer von der Katala Foundation oder Rettet den Regenwald. Das Kraftwerk wird nun an einem für die Kakadus unschädlichen Ort errichtet.
BirdLife International stuft die Art in die Kategorie vom Aussterben bedroht ein. Als Hauptgefährdung gelten der illegale Käfighandel, wo 1997 auf den Märkten in Manila ungefähr 160 US-Dollar pro Vogel geboten wurden und wo die Küken aus praktisch jedem gefundenen Nest entnommen werden. Weitere Ursachen für die Seltenheit sind die Zerstörung der Küstenlebensräume und die Verfolgung als vermeintliche Schädlinge in der Landwirtschaft.

## Belege